# Politica della Lituania
La Lituania presenta un sistema multipartitico, con numerosi partiti, in cui nessuno ha occasione di ottenere il potere da solo: sono pertanto necessari i governi di coalizione.

## Partiti politici
- Unione della Patria - Democratici Cristiani di Lituania  (Tėvynės Sąjunga - Lietuvos Krikščionys Demokratai - TS-LKD). Si afferma nel 1993 con la denominazione di "Unione della Patria - Conservatori di Lituania" assumendo l'attuale denominazione nel 2008. Vi sono confluiti:
  - nel 2003, l'Unione delle Destre di Lituania (Lietuvos Dešiniųjų Sąjunga - LDS), fondato nel 2001;
  - nel 2004, l'Unione dei Prigionieri Politici e dei Deportati di Lituania (Lietuvos Politinių Kalinių ir Tremtinių Sąjunga - LKTS), costituitasi nel 1990;
  - nel 2008, l'Unione dei Nazionalisti Lituani (Lietuvių Tautininkų Sąjunga - LTS), nata nel 1990;
  - nel 2008, i Democratici Cristiani di Lituania (Lietuvos Krikščionys Demokratai - LKD), affermatisi nel 2001 dalla confluenza tra:
    - Partito dei Democratici Cristiani di Lituania (Lietuvos Krikščionių Demokratų Partija - LKDP), anche se una parte non accetta di confluire nella nuova formazione e fonda il Partito della Democrazia Cristiana di Lituania.
    - Unione dei Democratici Cristiani (Krikščionių Demokratų Sąjunga - KDS), fondata nel 1990.
- Partito Socialdemocratico di Lituania (Lietuvos Social Demokratų Partija – LSDP). Nato nel 1991, nel 2000 vi confluisce il Partito Democratico del Lavoro di Lituania (Lietuvos Demokratinė Darbo Partija - LDDP).
- Ordine e Giustizia (Tvarka ir Teisingumas – TT). Si afferma nel 2002; fino al 2006 è noto con la denominazione di "Partito dei Democratici Liberali" (Liberalų Demokratų Partija - LDP).
- Partito del Lavoro (Darbo Partija – DP), affermatosi nel 2003; nel 2011 vi confluisce Nuova Unione (Naujoji Sąjunga - NS), fondato nel 1998.
- Azione Elettorale dei Polacchi in Lituania (Lietuvos Lenkų Rinkimų Akcija – LLRA). Si afferma nel 1994 sulle istanze dell'"Unione dei Polacchi in Lituania", sorta nel 1989.
- Movimento dei Liberali della Repubblica di Lituania (Lietuvos Respublikos Liberalų Sąjūdis – LRLS), nato nel 2006.
- Unione dei Contadini e dei Verdi di Lituania (Lietuvos Valstiečių Liaudininkų Sąjunga), fino al 2012 con la denominazione di Unione Popolare dei Contadini di Lituania (Lietuvos Valstiečių ir Žaliųjų Sąjunga - LVŽS). Si afferma nel 2004 dalla confluenza tra:
  - Partito dei Contadini di Lituania (Lietuvos Valstiečių Partija - LVP), fondato nel 1990, fino al 1994 noto con la denominazione di "Unione dei Contadini di Lituania" (Lietuvos Valstiečių Sąjunga - LVS);
  - Partito della Nuova Democrazia (Naujosios Demokratijos Partija - NDP), fondato nel 1998 sulle istanze del "Partito delle Donne di Lituania" (Lietuvos Moterų Partija - LMP), sorto nel 1993.
- Unione dei Liberali e di Centro (Liberalų ir Centro Sąjunga – LiCS), fondata nel 2003 dalla confluenza tra:
  - l'Unione dei Liberali di Lituania (Lietuvos Liberalų Sąjunga - LLS), sorta nel 1990;
  - l'Unione di Centro di Lituania (Lietuvos Centro Sąjunga - LCS), affermatasi nel 1993;
  - Nel 2011 vi confluisce anche il Partito di Rinascita Nazionale (Tautos Prisikėlimo Partija – TPP), creato nel 2008.
- Via del Coraggio (Drąsos Kelias, DK), nato nel 2012.
- Partito dei Cristiani (Krikščionių partija, KP), nato nel 2010 dalla fusione tra:
  - Unione Sociale dei Conservatori Cristiani (Krikščionių konservatorių socialinė sąjunga - KKSS);
  - Partito della Democrazia Cristiana di Lituania (Lietuvos krikščioniškosios demokratijos partija - LKDP), nato nel 2001.

## Elezioni
Le elezioni si suddividono, a livello nazionale, in tre gruppi.
- Elezioni parlamentari. Riguardano l'elezione del Seimas, il Parlamento: esso si compone di 141 membri, di cui 70 sono eletti proporzionalmente tra le liste, 71 tramite il sistema elettorale maggioritario di tipo majority. Nei collegi in cui nessun candidato abbia ottenuto la maggioranza assoluta dei voti, dunque, si tiene un secondo turno.
- Elezioni presidenziali. Riguardano l'elezione del Presidente della Repubblica e si tengono ogni cinque anni; anch'esse prevedono un doppio turno.
- Elezioni europee. Riguardano l'elezione del Parlamento europeo.